# Hiperenor (troyano)
Hiperenor (en griego antiguo: Ὑπερήνωρ) es un personaje de la mitología griega que aparece como guerrero troyano en la Ilíada de Homero. Fue hijo de «Pántoo y la divina Fróntide», y hermano de los también guerreros Euforbo y Polidamante. Es muerto por el rey de Esparta Menelao, durante el ataque de los troyanos a las naves de los griegos, a quién injurió llamándole el más cobarde de los dánaos.